# Hammer to Fall
Hammer to Fall – piosenka z 1984 roku napisana przez Briana Maya. Utwór nagrany przez brytyjski zespół Queen zamieszczono na ich albumie The Works (1984).
W warstwie lirycznej utwór „Hammer to Fall” nawiązuje do m.in. śmierci i jej nieuchronności. Kompozycja ma zbliżony charakter do twórczości zespołu z lat 70. Oparta jest na ostrym riffie gitarowym. Reżyserem teledysku jest David Mallet i zawiera on fragmenty koncertu grupy w Brukseli z trasy The Works Tour.
Utwór dobrze sprawdzał się na koncertach i zespół wykonał go także podczas Live Aid w 1985 roku. Utwór był także grany na koncertach Queen + Paul Rodgers. Na trasie Queen + Paul Rodgers Tour  utwór był wykonywany w innej wersji – pierwsza część była zagrana jak ballada. Na trasie Rock the Cosmos Tour Queen + Paul Rodgers grali utwór tak jak na koncertach Queen, zaczynając go ciężkim wejściem, z tym że grana była tylko pierwsza zwrotka, przejście przed solem gitarowym i solo gitarowe, po czym zespół przechodził do „Tie Your Mother Down”.
W Wielkiej Brytanii utwór osiągnął 13. miejsce na głównej liście przebojów. W 1986 roku „Hammer to Fall” wykorzystano w amerykańsko-brytyjskim filmie Nieśmiertelny.
W 1992 roku, podczas występu na The Freddie Mercury Tribute Concert, piosenkę wykonał wokalista amerykańskiej grupy Extreme, Gary Cherone.

## Listy przebojów
| Rok  | Kraj | Lista              | Pozycja | Źr.   |
| ---- | ---- | ------------------ | ------- | ----- |
| 1984 | IE   | Top 100 Singles    | 10      | [ 3 ] |
| 1984 | PL   | LP3                | 24      | [ 4 ] |
| 1984 | GB   | UK Singles Chart   | 13      | [ 2 ] |
| 1985 | ES   | Los 40 Principales | 24      | [ 5 ] |

| Rok  | Kraj              | Lista                        | Pozycja | Źr.   |
| ---- | ----------------- | ---------------------------- | ------- | ----- |
| 1992 | US                | Mainstream Rock              | 35      | [ 6 ] |
| 2018 | JP                | Japan Hot 100                | 88      | [ 7 ] |
| 2018 | Wersja z Live Aid |                              |         |       |
| 2018 | US                | Hot Rock & Alternative Songs | 23      | [ 8 ] |

Lista końcoworoczna
| Kraj              | Lista             | Pozycja           | Źr.               |
| Wersja z Live Aid | Wersja z Live Aid | Wersja z Live Aid | Wersja z Live Aid |
| ----------------- | ----------------- | ----------------- | ----------------- |
| US                | Hot Rock Songs    | 73                | [ 9 ]             |